# Change of Heart (Cyndi-Lauper-Lied)
Change of Heart ist ein Popsong der US-amerikanischen Singer-Songwriterin Cyndi Lauper. Er wurde im November 1986 als zweite Single von ihrem zweiten Album True Colors veröffentlicht. In den USA erreichte das Lied Platz drei der Billboard Hot 100.

## Song
Der Titel ist ein stark perkussiv und tanzbar angelegter Popsong. Dem Text nach wartet Lauper auf einen „Sinneswandel“, der nur „einen Herzschlag entfernt ist“.

## Hintergrund
The Bangles sangen in der ursprünglichen Aufnahme des Songs den Backgroundgesang.
Shep Pettibone veröffentlichte viele Remixversionen von Change of Heart. Das Musikvideo zu Change of Heart wurde beim Trafalgar Square in London gedreht. Es zeigt, wie Lauper und ihre Band das Lied auf der Straße vor einem Publikum aufführen. 

## Charts
| ChartsChartplatzierungen       | Höchstplatzierung | Wochen |
| ------------------------------ | ----------------- | ------ |
| Vereinigtes Königreich (OCC)   | 67 (9 Wo.)        | 9      |
| Vereinigte Staaten (Billboard) | 3 (17 Wo.)        | 17     |